# Mugil curema
Mugil curema és un peix teleosti de la família dels mugílids i de l'ordre dels perciformes.

## Morfologia
Pot arribar als 90 cm de llargària total.

## Distribució geogràfica
Es troba a les costes de l'Atlàntic occidental (des de Nova Escòcia fins a l'Argentina), a l'Atlàntic oriental (des del Senegal fins a Namíbia) i al Pacífic oriental (des del Golf de Califòrnia fins a Xile).